# Thiệu Đông
Thiệu Đông (chữ Hán giản thể: 邵东, Hán Việt: Thiệu Đông) là một thành phố cấp phó địa khu thuộc địa cấp thị Thiệu Dương, tỉnh Hồ Nam, Cộng hòa Nhân dân Trung Hoa. Thành phố này có diện tích 1768 km2, dân số tháng 11 năm 2020 là 1,038 triệu người. Người Hán chiếm phần lớn dân số, còn lại là 28 dân tộc khác. Thành phố trước đây là huyện Thiệu Đông, được thành lập ngày 16 tháng 2 năm 1952 do tách ra từ huyện Thiệu Dương.

## Hành chính
Thiệu Đông được chia ra các đơn vị hành chính gồm 17 trấn, 9 hương, các đơn vị này lại được chia ra thành 990 thôn hành chính, 27 uỷ ban cư, 12430 tiểu tổ thôn dân, 166 tiểu tổ cư dân.